# NUbuntu

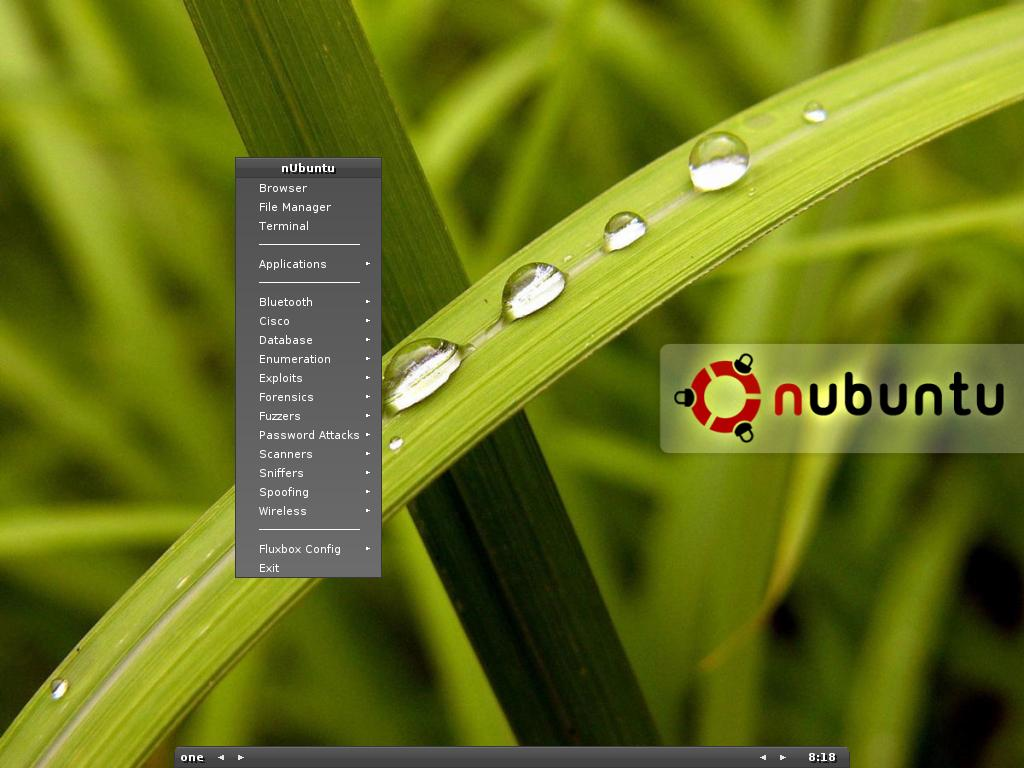
Стільниця nUbuntu 2006 року

nUbuntu або Network Ubuntu — проєкт зі створення дистрибутиву на базі Ubuntu, що включає у себе програмний інструментарій для перевірки безпеки та надійсності серверів і мереж. Основною ідеєю дистрибутиву є збереження простоти Ubuntu, і включення до нього спеціалізованого програмного забезпечення для адміністраторів та спеціалістів з інформаційної безпеки. Окрім використання для тестування мереж і серверів, nUbuntu може використовуватися, як стільникова операційна система.

## Зміст
nUbuntu використовує легкий віконний керівник Fluxbox для того, щоб зробити роботу швидшою, ніж в Ubuntu, що тим не менше, не позбавляє його основної функціональності. Також до його складу входить деяке популярне програмне забезпечення пов'язане з інформаційною безпекою, на кштлат Ethereal, nmap, dSniff, та Ettercap.

## Історія
- 2005-12-18 — Народився проєкт, розробники випустили Testing 1
- 2006-01-16 — Розробники nUbuntu Live випустили Stable 1
- 2006-06-26 — Розробники nUbuntu Live випутили версію 6.06
- 2006-10-16 — nUbuntu описується у Hacker Japan [Архівовано 17 жовтня 2006 у Wayback Machine.], японському журналі для хакерів

## Випуски
Ось список попередніх і поточних випусків:
| Верія    | Дата випуску    | Ім'я         |
| -------- | --------------- | ------------ |
| Stable 1 | 16 січня, 2006  | nUbuntu Live |
| Stable   | 26 червня, 2006 | 6.06         |

## Ресурси тенет
- Офіційний майданчик тенет [Архівовано 6 грудня 2006 у Wayback Machine.]